# 美濃ヘルシーポーク
美濃ヘルシーポーク（みのヘルシーポーク）は全農岐阜により1990年（平成2年）より開発され、岐阜県の主に美濃地方で生産されている豚である。

## 定義
- 全農岐阜が契約した農場が飼育している。農場は指定された方法で清潔に保たれている。現在の指定農場は約15ヶ所。品種はハイコーブ豚。
- 飼料は植物性の物を使用する。飼料の中身で特徴的なのは、大麦を多く含みさらにビタミンB12、EM菌を添加している事である。